# Dave (kanał telewizyjny)
U&Dave – kanał telewizyjny należący do UKTV, dostępny w Wielkiej Brytanii i Irlandii. W obecnej postaci działa od października 2007, jednak jest kontynuatorem trzech wcześniejszych stacji UKTV, z których pierwsza powstała w 1998 roku. 

## Profil programowy
Dave jest kanałem tematycznym, którego ramówka składa się z dwóch zasadniczych komponentów. Po pierwsze, jest stacją poświęconą współczesnej brytyjskiej komedii, zarówno tej popularnej, jak i spoza głównego nurtu. Stacja nadaje liczne programy wyprodukowane przez BBC (będące współwłaścicielem UKTV), a uzupełniająco także przez innych brytyjskich nadawców. W przeciwieństwie do Gold, drugiego komediowego kanału UKTV, Dave emituje powtórki programów sprzed kilku lat, natomiast nie sięga zbyt głęboko do starszych archiwów. Ponadto UKTV zamawia też dla kanału zupełnie nowe programy lub, jak w przypadku serialu Czerwony karzeł, nowe odcinki serialu porzuconych już przez innych nadawców.  
Drugi główny element ramówki stanowią programy adresowane do mężczyzn, dotyczące takich dziedzin jak motoryzacja, technika, sporty ekstremalne itp. 

## Dostępność
Dave jest jednym z czterech kanałów UKTV, które można oglądać w Wielkiej Brytanii bezpłatnie w cyfrowym przekazie naziemnym. Ponadto zarówno w Zjednoczonym Królestwie, jak i w Irlandii, jest obecny jako kanał płatny w sieciach kablowych i na platformach cyfrowych. Równolegle z kanałem Dave nadawany jest Dave ja vu (wcześniej Dave +1; nazwa nawiązuje do zwrotu déjà vu – już widziane), na którym emitowane są te same programy jednak z przesunięciem czasowym o jedną godzinę.